# Pokrajina št. 2
Pokrajina št. 2: zgodba o morilcu je roman Vinka Möderndorferja; izšel je leta 1998 pri založbi Obzorja. 

## Vsebina
Roman Pokrajina št. 2 postavlja v glavno vlogo Sergeja, študenta, ki je zaposlen pri starejšem možaku Poldetu s katerim popravljata električne gospodinjske aparate. To pa ni edino delo, ki ga opravljata. Vsake toliko časa se odpravita na krajo kakšne dragocenosti, za katero potem zahtevata denar. Tokrat gresta ukrast impresionistično sliko z imenom Pokrajina št. 2, katero si je prisvojil nek pomemben general med drugo svetovno vojno . Hkrati s sliko Sergej vzame še nekaj denarja in zelo pomembne dokumente, ki bi lahko razkrinkali generala, ki je bil kriv za vojne zločine v Sloveniji leta 1945.
Sergej je razdvojen med dvema ženskama, resno Magdo, h kateri hodi le še občasno, in pa študentko Jasno, s katero se predaja strastnim spolnim užitkom. Pomoč pri usklajevanju tega dvojnega življenja Sergeju nudi sosed in prijatelj Damian, ki pa bi ga rad pridobil zase.
Na lov za zelo pomemben dokument, že ostareli general pošlje inštruktorja, spretnega morilca iz vojaških vod, ki mu naroči naj najde dokumente in naj naredi vse potrebno, da dokumenti ne pridejo v javnost. Ob primeru pa, da se mu kaj zgodi, naj pusti dokumente kjer so.
Inštruktor se na podlagi priporočenega seznama ljudi, ki bi lahko prišli do dokumentov postopoma približuje Sergeju in pobija ljudi, ki so mu blizu. Predstavi se jim kot Sergejev sorodnik in nato zgrabi priložnost za krut umor. Na koncu pride še do Sergeja, kateri ravno izve, da sta obe punci pričakovali otroka in da so vsi njegovi prijatelji mrtvi. Inštruktor se sam vrže v prepad in prepusti Sergejevo usodo policijskemu inštruktorju, kateri si vso zgodbo razlaga po svoje.

## Izdaje
- Edina izdaja romana je iz leta 1998 (COBISS)

## Zanimivost
Po knjigi je bil leta 2008 posnet istoimenski film, ki ga je režiral avtor romana Vinko Möderndorfer